# 鏡王女
鏡王女（かがみのおおきみ、生年不詳 - 天武天皇12年7月5日（683年8月2日））は、飛鳥時代の歌人。藤原鎌足の正妻。『万葉集』では鏡王女、『日本書紀』では鏡姫王と記されている。『興福寺縁起』・『延喜式』では鏡女王。『興福寺縁起』では藤原不比等の生母（後世の創作とする説もある）。また後述するが「鏡王女」と「鏡姫王」を別人とする説もある。

## 生涯
素性は謎に包まれており、額田王の姉という説があるが、『日本書紀』等には2人が姉妹だという記述はなく確証はない。しかし、額田王の父・鏡王との血縁関係はなかったとしても、同じ「鏡」という名が付いている事から、同じく鏡を作る氏族に養育された可能性はある。また、鏡王女には舒明天皇の皇女ないし皇孫だという説もある。
吉川敏子は、鏡王女は天智・天武両天皇の異母兄にあたる古人大兄皇子の子であるとする説を提唱した。古人大兄皇子は舒明天皇と蘇我氏の女性との間の子で、中大兄皇子とは皇位継承をめぐって競合関係にあり、大化元年（645年）に謀反の疑いにより中大兄によって誅殺された。中大兄皇子は同じく古人大兄の子である倭姫王も后妃としており、古人大兄皇子の女子が中大兄皇子への恨みを抱いたまま他の王族と結婚するのを避けるため、中大兄とこの姉妹の婚姻が成立したと考察している。
はじめ天智天皇の妃だったが、後に藤原鎌足の正妻となる。鎌足の病気平癒を祈り、天智天皇8年（669年）に山階寺（後の興福寺）を建立した。
『日本書紀』の天武天皇12年7月の項に、己丑（4日）、「天皇、鏡姫王の家に幸して、病を訊ひたまふ。庚寅（五日）に、鏡姫王薨せぬ（秋七月 丙戌朔己丑 天皇幸鏡姬王之家 訊病 庚寅 鏡姬王薨）」とあり、4日天武天皇が見舞いに来たが、その翌日の天武天皇12年7月5日に死去した。

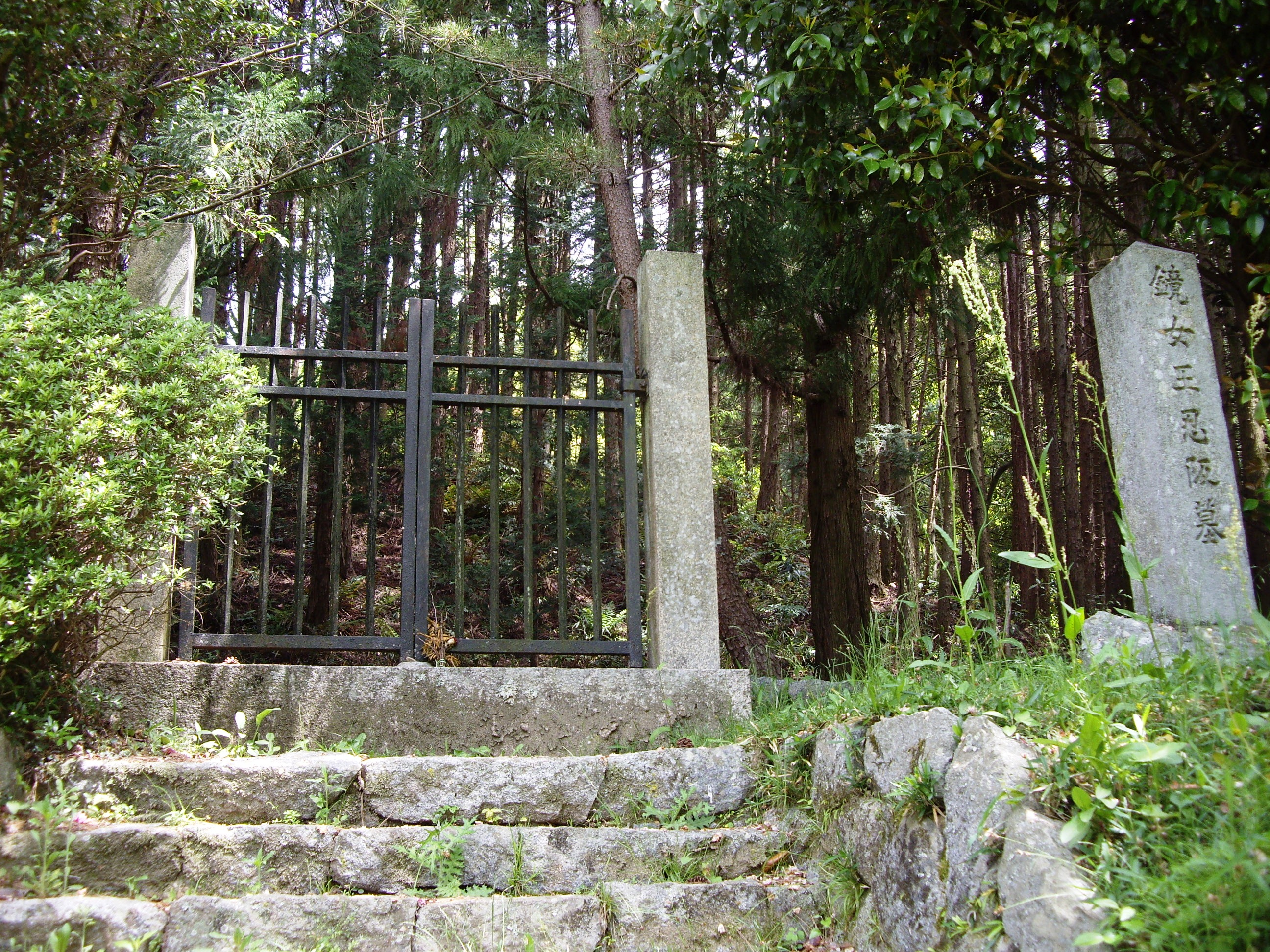
鏡女王忍坂墓（桜井市）

『万葉集』には四首の歌が収録されている。天智天皇・額田王・藤原鎌足との、歌の問答が残されている。神奈備の石瀬の社の呼子鳥いたくな鳴きそ我が恋まさる　（「神奈備乃 伊波瀬乃社之 喚子鳥 痛莫鳴 吾戀益」）は、神奈備の石瀬の社の呼子鳥よ、そんなに激しく鳴かないでおくれ。私の恋しい思いが募るばかりだから　という意味である。この歌は､鏡王女が鎌足の死後、彼を思って作った歌だという説がある。
なお現在、墓所に比定されているのは奈良県桜井市にある小墳丘で、舒明天皇陵の近所にあり、談山神社の管理となっている。
ただし上記は、『万葉集』の鏡王女（天智天皇・藤原鎌足と関連の詠歌）、『日本書紀』の鏡姫王（天武天皇が自ら見舞う）、『興福寺縁起』の鏡女王（藤原鎌足の嫡妻）、『延喜式』の鏡女王（舒明天皇の押坂陵内に墓がある）のすべてが同一人物とする場合であり、後述の異説のように、『万葉集』・『興福寺縁起』から類推される初め天智天皇の妃でのちに藤原鎌足の妻となったと鏡王女と、『日本書紀』・『延喜式』から類推される舒明天皇の近親（皇女もしくは皇孫）の鏡姫王は別人である、という説もある。

## 異説
直木孝次郎の書籍『額田王』によれば、当時明文法にはないが言うまでもない事実として、女王をめとれるのは王に限るという規則があり、そのためいくら鎌足が有力者であろうとも女王をめとれるわけがない。後世の創作であろう（鎌足の妻とするのは興福寺縁起のみである）とした上で、「鏡王女」は「鏡女王」とは記載されない（舒明の皇女「鏡女王」は年代から別人）ことから、「鏡王の娘」と読むのが正しく、額田王のことであろうとしている。また万葉集にある鎌足の妻どいの歌は余興の上の冗談であり（めとれる身分にないことから）、額田王の返歌は、王族でない者に冗談とは言い寄られ、怒っている（「貴方はともかく、私の名に傷が付く」）そうである。